# Bruderverlag
Der Bruderverlag Albert Bruder GmbH & Co. KG war ein Fachverlag für den Holzbau und das Zimmererhandwerk. Er wurde 1922 gegründet und 1995 als 100%ige Tochter von der Rudolf Müller Mediengruppe übernommen, mit der er 2023 verschmolzen wurde.
Der Verlag war für seine renommierten Fachzeitschriften „bauen mit Holz“ und „Der Zimmermann“ bekannt, die bis heute Fachleute der Holzbau-Branche umfassend informieren.
Im Oktober 2023 wurde der Bruderverlag im Rahmen einer Neustrukturierung rechtlich mit dem Stammunternehmen Rudolf Müller Mediengruppe verschmolzen. Die Traditionsmarken „bauen mit Holz“ und „Der Zimmermann“ werden fortgeführt und richten sich nach wie vor an alle entscheidenden Akteure der Holzbaubranche – vom Betriebsinhaber bis zum Auszubildenden.
Auch das Buchprogramm, das sich unter anderem Themen wie Passivhäuser in Holzbauweise, Sanierung im Dach- und Holzbau sowie dem Treppenbau widmet, wird fortgeführt. Neu hinzugekommen ist der Fachkongress EASTWOOD, der seit 2001 in Kooperation mit der HTWK Leipzig jährlich in der Sachsenmetropole durchgeführt wird.
Der Verlag hatte seinen Sitz im Mai 2007 von Karlsruhe nach Köln verlagert.